# Комарица (Свердловская область)
Комарица — деревня в Байкаловском районе Свердловской области. Входит в состав Байкаловского сельского поселения. Управляется Байкаловской сельской администрацией.

## География
Комарица расположена по обоим берегам реки Липовки, к югу от села Байкалова — административного центра района, в трёх километрах южнее центра села.

### Часовой пояс
Комарица, как и вся Свердловская область, находится в часовой зоне МСК+2. Смещение применяемого времени относительно UTC составляет +5:00.

## Население
| 2002 | 2010 | 2021 |
| ---- | ---- | ---- |
| 24   | ↘20  | ↗26  |

## Инфраструктура
В Комарице три улицы: Кузнечная, Нагорная и Северная.